# Fally Mayulu
Fally N’Dofunsu Mayulu (* 15. Juli 2002) ist ein französischer Fußballspieler.

## Karriere
Mayulu wechselte im Oktober 2020 aus der Jugend des RC Lens nach Deutschland in die viertklassige Reserve des VfL Wolfsburg. Für Wolfsburg II spielte er einmal in der Regionalliga, ehe die Saison COVID-bedingt nach dem zehnten Spieltag abgebrochen wurde. Nach der Saison 2020/21 wurde die zweite Mannschaft Wolfsburgs vom Spielbetrieb abgemeldet und der Franzose verließ den Verein wieder.
Nach einem halben Jahr ohne Klub wechselte der Stürmer im Februar 2022 zum österreichischen Zweitligisten FC Blau-Weiß Linz, bei dem er einen bis Juni 2022 laufenden Vertrag erhielt. Sein Debüt in der 2. Liga gab er im selben Monat, als er am 17. Spieltag der Saison 2021/22 gegen den SK Vorwärts Steyr in der 65. Minute für Matthias Seidl eingewechselt wurde. Bis Saisonende kam er zu 13 Zweitligaeinsätzen, in denen er dreimal traf. Im Mai 2022 wurde sein auslaufender Vertrag um eine weitere Spielzeit verlängert.
Nach dem Auslaufen seines Vertrags in Linz wechselte er zur Saison 2023/24 zum Bundesligisten SK Rapid Wien, bei dem er einen bis Juni 2027 laufenden Vertrag erhielt. Für Rapid kam er zu 28 Einsätzen in der Bundesliga, in denen er sechsmal traf. Zur Saison 2024/25 wechselte Mayulu nach England zum Zweitligisten Bristol City.
Für Bristol kam er zu 15 Einsätzen in der EFL Championship, in denen er zweimal traf. Bereits im Januar 2025 kehrte Mayulu wieder nach Österreich zurück und wechselte leihweise zum SK Sturm Graz. Für Sturm kam er verletzungsbedingt aber nur zweimal zum Einsatz, mit den Grazern wurde er Meister.

## Erfolge
- Österreichischer Meister: 2025

## Persönliches
Sein Bruder Senny (* 2006) ist ebenfalls Fußballspieler.